# Goniadella unicirra
Goniadella unicirra é uma espécie de anelídeo pertencente à família Goniadidae.
A autoridade científica da espécie é Agirrezabalaga, tendo sido descrita no ano de 1980.
Trata-se de uma espécie presente no território português, incluindo a sua zona económica exclusiva.